# Carnival Valor
Die Carnival Valor ist ein 2004 in Dienst gestelltes Kreuzfahrtschiff der Carnival Cruise Line. Es gehört der Conquest-Klasse an.

## Geschichte
Das Schiff wurde als drittes Schiff der Conquest-Klasse bei Fincantieri in Monfalcone gebaut. Der Stapellauf erfolgte am 27. März 2004, die Erprobung begann am 23. September. Am 1. Dezember 2004 lieferte die Werft das Schiff an Carnival ab. Am 17. Dezember 2004 wurde es in Miami durch Katie Couric getauft. Dort begann am 19. Dezember die Jungfernfahrt.
Beim ersten Trockendockaufenthalt von Ende Januar bis Anfang Februar 2008 erhielt das Schiff unter anderem einen Großbildschirm auf dem Pooldeck und einen 9-Loch-Minigolfplatz.
Zwischen Ende Januar und Mitte Februar 2011 wurde bei einer Renovierung unter anderem ein Adults-Only-Bereich vorne auf den Decks 12 und 14 eingerichtet.
Von Ende April bis Anfang Mai 2016 wurde das Schiff einer weiteren Renovierung im Trockendock unterzogen, bei der einige öffentliche Bereiche umgebaut und mehrere Restaurants und Bars neu eingebaut wurden.
Im Sommer 2021 erhielt die Carnival Valor bei einem weiteren Trockendockaufenthalt zwischen dem 7. und dem 28. Juli in Marseille eine neue Rumpfbemalung. Dabei wurde der bisher weiße Bug blau gestrichen. Anlass ist das 50. Jubiläum der Reederei im Jahr 2022.
Das Schiff verkehrt von New Orleans aus auf Reisen im Golf von Mexiko und dem Karibischen Meer.

## Das Schiff
Die Carnival Valor ist 290 Meter lang, 35 Meter breit und mit 110.239 BRZ vermessen. Bei 1.180 Besatzungsmitgliedern finden in den 1.490 Kabinen bis zu 3.756 Passagiere Platz.
Das Schiff verfügt auf dreizehn Passagierdecks über acht Restaurants, dreizehn Bars, ein Theater, eine Open-Air-Bühne, drei Swimmingpools, einen Spa- und Wellnessbereich, einen Basketball- sowie Volleyball-Platz und eine Einkaufspassage.

## Zwischenfälle
Am 21. Dezember 2013 nahm die Carnival Valor vor der Küste von Sint Maarten fünf Männer von einem seeuntauglichen Boot auf.
Am 23. Januar 2019 befand sich das Schiff auf dem Weg von Galveston nach Cozumel, als für etwa eine Stunde der Strom an Bord ausfiel.
Am 16. Februar 2022 sprang auf der Fahrt von Cozumel nach New Orleans Passagieren zufolge eine 32-jährige Frau in Handschellen, die ihr nach einem Zwischenfall in einem Whirlpool mit dem Sicherheitsdienst angelegt worden waren, von Bord. Sie schlug dabei auf die Rettungsboote auf und stürzte dann ins Wasser.
In der Nacht auf den 24. November 2022 fiel ein 28-jähriger Mann 30 Kilometer vor der Küste von Louisiana von Bord. Die US-Küstenwache rettete ihn nach fünfzehn Stunden im Wasser.
Am 26. März 2023 rettete die Carnival Valor im Golf von Mexiko drei Schiffbrüchige aus Honduras, nachdem die US-Küstenwache um Unterstützung des in der Nähe befindlichen Schiffes gebeten hatte.